# Gammelstad
Gammelstad à Luleå est un village-église suédois de 4 892 habitants situé au fond du golfe de Botnie, inscrit sur la liste du patrimoine mondial de l'UNESCO depuis 1996. Il est l'exemple le mieux préservé d'un type de ville unique autrefois répandu dans le nord de la Scandinavie, la ville-église. Ses 424 maisons en bois, serrées autour de l'église en pierre construite au début du XVe siècle, n'y étaient en effet utilisées que les jours de culte et de fêtes religieuses par les fidèles venus des campagnes environnantes. L'éloignement et des conditions naturelles difficiles les empêchaient de rentrer chez eux, et ils logeaient dès lors sur place.
En d'autres lieux, tels par exemple à Petäjävesi en Finlande, l'église était entourée d'eau, et un bateau (ou un traineau en cas de gel) faisait le tour de la région pour aller chercher les fidèles.

## Galerie

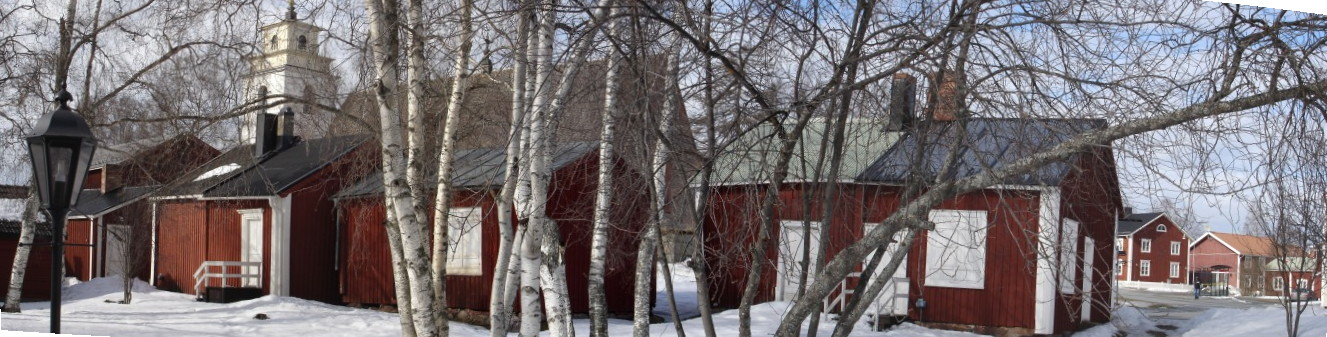
Gamelstad.
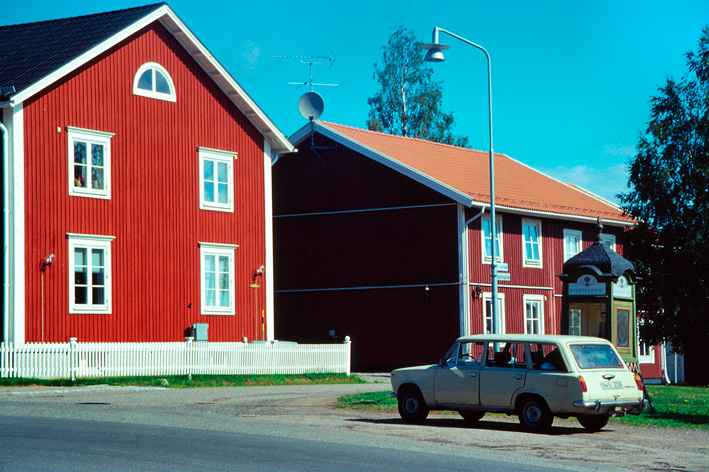
Gammelstad.
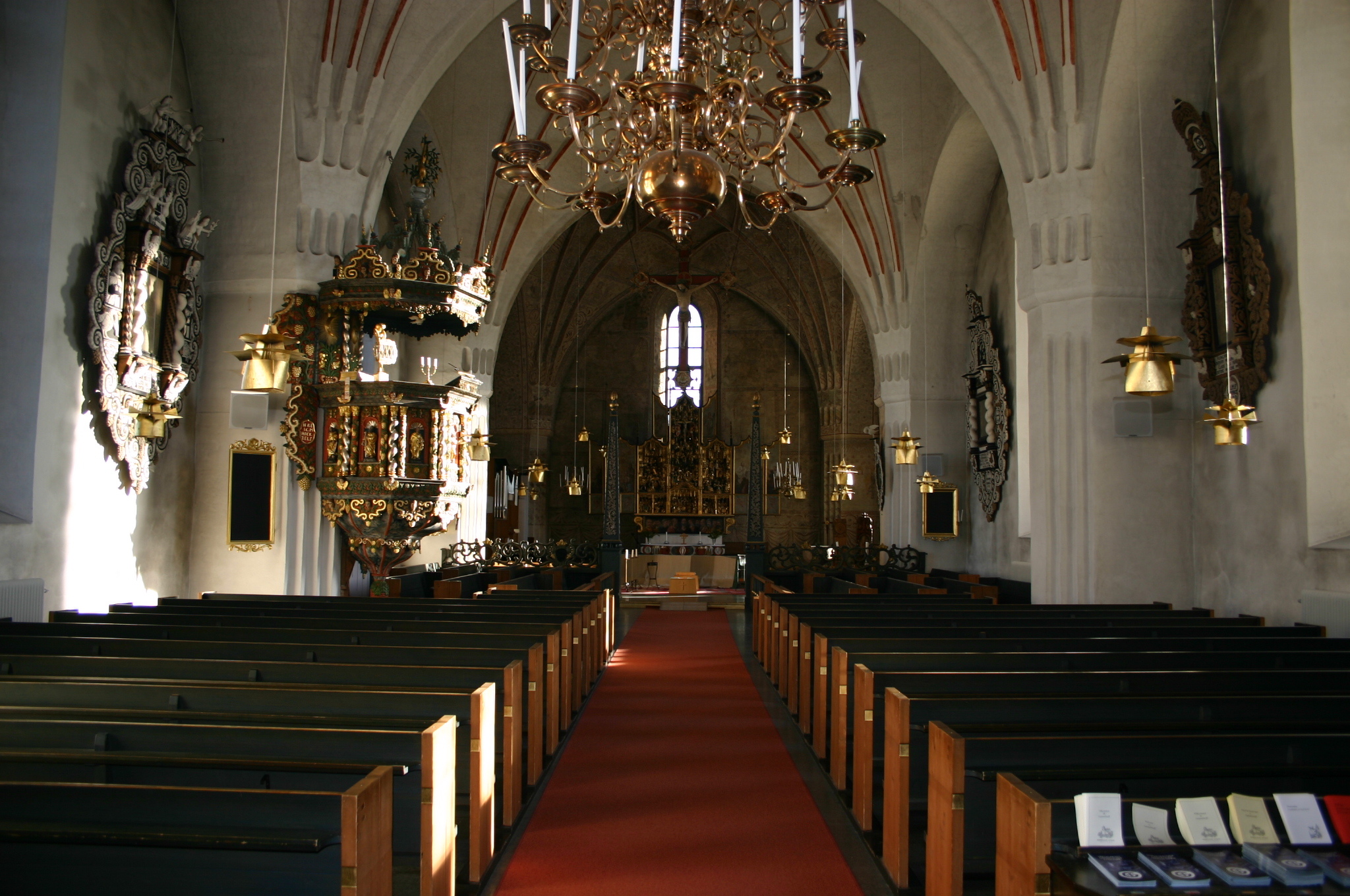
Intérieur de l'église de Gammelstad.
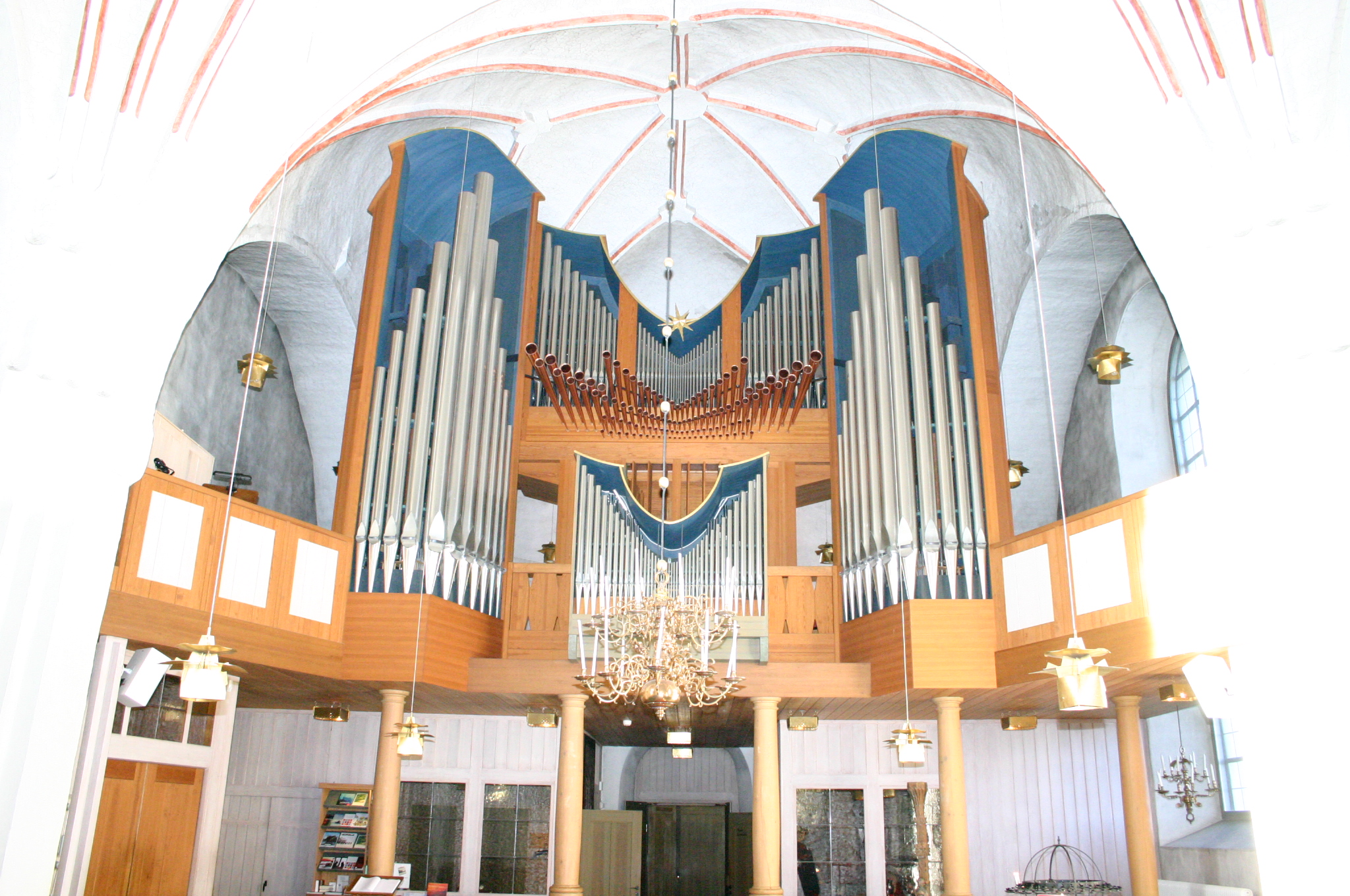
L'orgue de l'église de Gammelstad.
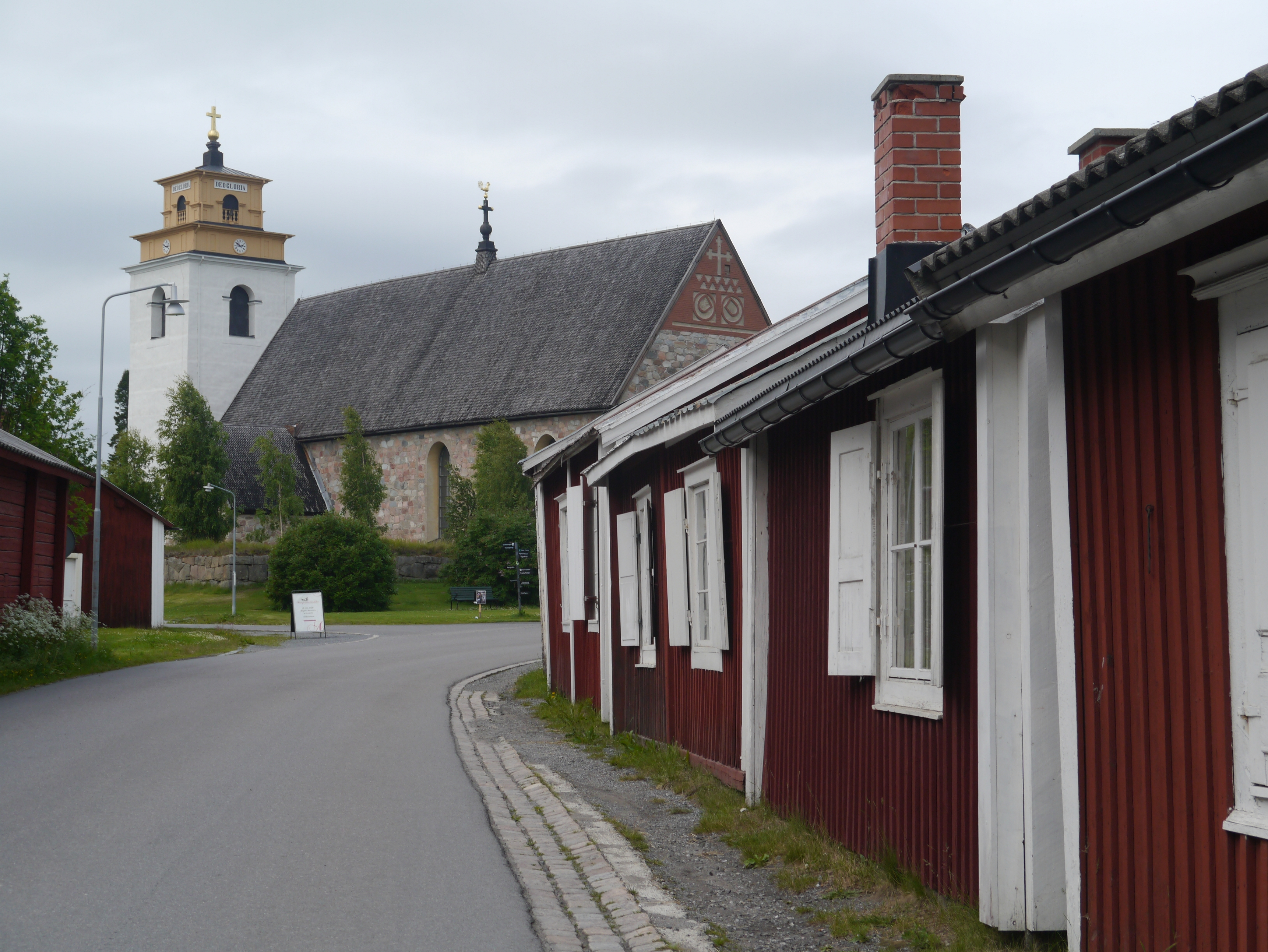
L'Eglise Gammelstad